# Copa América de 1979
A Copa América de 1979 foi a 31ª edição realizada do torneio e a segunda a ser realizada sem uma sede fixa. O campeonato foi realizado entre 18 de julho e 12 de dezembro do ano corrente e teve o Paraguai faturando o campeonato pela segunda vez. 1979 foi considerado o ano paraguaio, já que neste mesmo ano o Olímpia foi campeão da Libertadores da América e do Mundial Interclubes.
O regulamento deste campeonato foi o mesmo do campeonato anterior. Nove das dez seleções foram divididas em três grupos de três. O melhor de cada grupo, mais o último campeão, Peru, passavam às semi-finais.

## Grupo A
| Pos. | Seleção   | P | J | V | E | D | GP | GC | SG  |
| ---- | --------- | - | - | - | - | - | -- | -- | --- |
| 1    | Chile     | 5 | 4 | 2 | 1 | 1 | 10 | 2  | 8   |
| 2    | Colômbia  | 5 | 4 | 2 | 1 | 1 | 5  | 2  | 3   |
| 3    | Venezuela | 2 | 4 | 0 | 2 | 2 | 1  | 12 | -11 |

| 1 de agosto | Venezuela | 0 – 0     | Colômbia | Pueblo Nuevo, San Cristóbal             |
|             |           | Relatório |          | Público: 18 000 Árbitro: Luis Barrancos |

| 8 de agosto | Venezuela    | 1 – 1     | Chile      | Pueblo Nuevo, San Cristóbal           |
|             | Carvajal 70' | Relatório | Peredo 81' | Público: 14 000 Árbitro: César Pagano |

| 15 de agosto | Colômbia | 1 – 0     | Chile | El Campín, Bogotá                             |
|              | Díaz 21' | Relatório |       | Público: 45 000 Árbitro: Romualdo Arppi Filho |

| 22 de agosto | Colômbia                                              | 4 – 0     | Venezuela | El Campín, Bogotá                        |
|              | Iguarán 17' · Valverde 53' · Chaparro 59' · Morón 86' | Relatório |           | Público: 30 000 Árbitro: Carlos Esposito |

| 29 de agosto | Chile                                                              | 7 – 0     | Venezuela | Estádio Nacional de Chile, Santiago   |
|              | Peredo 3', 59' · Rivas 38', 54' · Véliz 76' · Soto 80' · Yáñez 84' | Relatório |           | Público: 70 000 Árbitro: Enrique Labó |

| 5 de setembro | Chile                    | 2 – 0     | Colômbia | Estádio Nacional de Chile, Santiago       |
|               | Caszely 14' · Peredo 58' | Relatório |          | Público: 85 000 Árbitro: Wilfredo Cáceres |

### Grupo B
| Pos. | Seleção   | P | J | V | E | D | GP | GC | SG |
| ---- | --------- | - | - | - | - | - | -- | -- | -- |
| 1    | Brasil    | 5 | 4 | 2 | 1 | 1 | 7  | 5  | 2  |
| 2    | Bolívia   | 4 | 4 | 2 | 0 | 2 | 4  | 7  | -3 |
| 3    | Argentina | 3 | 4 | 1 | 1 | 2 | 7  | 6  | 1  |

| 18 de julho | Bolívia           | 2 – 1     | Argentina | Estadio Hernando Siles, La Paz          |
|             | Reynaldo 29', 66' | Relatório | López 5'  | Público: 40 000 Árbitro: Octavio Sierra |

| 26 de julho | Bolívia                  | 2 – 1     | Brasil                      | Estadio Hernando Siles, La Paz           |
|             | Aragonés 36', 63' (pen.) | Relatório | Roberto Dinamite 30' (pen.) | Público: 40 000 Árbitro: Orlando Sánchez |

| 2 de agosto | Brasil             | 2 – 1     | Argentina  | Maracanã, Rio de Janeiro               |
|             | Zico 2' · Tita 54' | Relatório | Coscia 29' | Público: 118 458 Árbitro: Edison Pérez |

| 8 de agosto | Argentina                                  | 3 – 0     | Bolívia | Estádio José Amalfitani, Buenos Aires   |
|             | Passarella 1' · Gáspari 15' · Maradona 65' | Relatório |         | Público: 30 000 Árbitro: Sergio Vásquez |

| 16 de agosto | Brasil              | 2 – 0     | Bolívia | Morumbi, São Paulo                    |
|              | Tita 46' · Zico 90' | Relatório |         | Público: 50 000 Árbitro: José Vergara |

| 23 de agosto | Argentina                 | 2 – 2     | Brasil                   | Monumental de Núñez, Buenos Aires      |
|              | Passarella 38' · Díaz 71' | Relatório | Sócrates 17', 65' (pen.) | Público: 30 000 Árbitro: Roque Cerullo |

### Grupo C
| Pos. | Seleção  | P | J | V | E | D | GP | GC | SG |
| ---- | -------- | - | - | - | - | - | -- | -- | -- |
| 1    | Paraguai | 6 | 4 | 2 | 2 | 0 | 6  | 3  | 3  |
| 2    | Uruguai  | 4 | 4 | 1 | 2 | 1 | 5  | 5  | 0  |
| 3    | Equador  | 2 | 4 | 1 | 0 | 3 | 4  | 7  | -3 |

| 29 de agosto | Equador           | 1 – 2     | Paraguai                     | Estadio Olímpico Atahualpa, Quito        |
|              | Garcés 39' (pen.) | Relatório | Talavera 27' · Solalinde 68' | Público: 45 000 Árbitro: Carlos Esposito |

| 5 de setembro | Equador                 | 2 – 1     | Uruguai              | Estadio Olímpico Atahualpa, Quito             |
|               | Tenorio 6' · Alarcón 9' | Relatório | Victorino 79' (pen.) | Público: 27 256 Árbitro: Romualdo Arppi Filho |

| 13 de setembro | Paraguai               | 2 – 0     | Equador | Defensores del Chaco, Assunção       |
|                | Morel 18' · Osorio 58' | Relatório |         | Público: 25 000 Árbitro: Abel Gnecco |

| 16 de setembro | Uruguai                        | 2 – 1     | Equador     | Estádio Centenario, Montevideu          |
|                | Bica 4' · Victorino 57' (pen.) | Relatório | Klinger 77' | Público: 20 642 Árbitro: Oscar Scolfaro |

| 20 de setembro | Paraguai | 0 – 0     | Uruguai | Defensores del Chaco, Assunção          |
|                |          | Relatório |         | Público: 18 107 Árbitro: Sergio Vásquez |

| 26 de setembro | Uruguai                          | 2 – 2     | Paraguai       | Estádio Centenario, Montevideu        |
|                | Milar 54' (pen.) · Rubén Paz 83' | Relatório | Morel 34', 88' | Público: 18 004 Árbitro: Edison Pérez |

## Semifinais
| 17 de outubro | Peru         | 1 – 2     | Chile            | Estádio Nacional, Lima                        |
|               | Mosquera 71' | Relatório | Caszely 36', 76' | Público: 50 000 Árbitro: Romualdo Arppi Filho |

| 24 de outubro | Chile | 0 – 0     | Peru | Estádio Nacional de Chile, Santiago      |
|               |       | Relatório |      | Público: 75 000 Árbitro: Juan Cardellino |

| 24 de outubro | Paraguai                 | 2 – 1     | Brasil       | Defensores del Chaco, Assunção         |
|               | Morel 16' · Talavera 35' | Relatório | Palhinha 79' | Público: 50 000 Árbitro: Ramón Barreto |

| 31 de outubro | Brasil                           | 2 – 2     | Paraguai                  | Maracanã, Rio de Janeiro                 |
|               | Falcão 29' · Sócrates 61' (pen.) | Relatório | V. Morel 31' · Romero 68' | Público: 80 000 Árbitro: Carlos Esposito |

- Classificados para as Finais: Chile e Paraguai

## Final
| 28 de novembro | Paraguai                  | 3 – 0     | Chile | Defensores del Chaco, Assunção                 |
|                | Romero 12' · M. Morel 85' | Relatório |       | Público: 40 000 Árbitro: Luis Gregorio da Rosa |

| 5 de dezembro | Chile     | 1 – 0     | Paraguai | Estádio Nacional de Chile, Santiago    |
|               | Rivas 10' | Relatório |          | Público: 55 000 Árbitro: Ramón Barreto |

jogo de desempate
| 11 de dezembro | Paraguai | 0 – 0                 | Chile | Estádio José Amalfitani, Buenos Aires         |
|                |          | prorrogação Relatório |       | Público: 32 000 Árbitro: Arnaldo Cézar Coelho |

- No jogo de desempate, Paraguai e Chile empataram em 0 a 0 no tempo normal e também na prorrogação, mas o Paraguai é o campeão, porque no placar agregado, ele venceu o Chile por 3 a 1.[2]

| Campeonato Sul-Americano de 1979 |
| -------------------------------- |
| PARAGUAI Campeão (2º título)     |

## Campanha do Brasil
O Brasil foi treinado por Cláudio Coutinho e estreou perdendo para a Bolívia, na altitude de La Paz. Cerezo, Zico e Nelinho passaram mal e não puderam jogar. O gol do Brasil foi de penalti, mão na bola de Vaca em passe de Dinamite, o mesmo Roberto bateu.  No segundo jogo, o Brasil derrotou a Argentina, que já tinha Maradona e foi campeã do mundo no ano anterior, o jogo foi no Maracanã. 2 a 1. Zé Sérgio para Zico. 1 a 0. Ramon Diaz interceptou passe de Edinho e entregou a Coscia. 1 a 1. Zico para Tita. 2 a 1.  Brasil 2 a 0 Bolívia. Cruzamento de Júnior para Tita. Palinha cobrou escanteio para Zico. 2 a 0.  Argentina 2 a 2 Brasil. Zé Sérgio cruzou para Sócrates. 1 a 0. Passarella batendo falta. 1 a 1. Cerezo sofreu penalti e Sócrates converteu. 2 a 1. Gaspari para Diaz. 2 a 2.   
Nas semifinais, o Brasil enfrentou o Paraguai. Spinola cruzou e Morel abriu o marcador. Talavezza ampliou. Zé Sérgio cruzou e Palinha diminuiu.  O Brasil foi eliminado em um empate 2 a 2 com o Paraguai no Maracanã. Zé Sérgio cruzou para Falcão. 1 a 0. Morel empatou em rebote da defesa. Penalti em Falcão, que Sócrates converte. Isasi para Romerito. 2 a 2. 